# Algés
Algés is een plaats en freguesia in de Portugese gemeente Oeiras in het district Lissabon. In 2001 was het inwonertal 19.540 op een oppervlakte van 1,92 km². Algés is sinds 1991 een zelfstandige freguesia en sinds 1993 heeft het ook de status van Vila.